# 로잘리 토마스
로잘리 토마스(Rosalie Thomass, 1987년 8월 14일 ~ )는 독일의 배우이다.

## 출연 작품
- 더 라스트 피그 (2016)
- 후쿠시마 내 사랑 (2016)
- 택시 (2015)
- 파노스와 요르고스 그리고 당나귀 (2015)
- 블러드 앤 워터 (2014)
- 콜하스 오아 더 프러포셔낼러티 오브 민즈 (2012)
- 베리 핫 넘버 (2011)
- 마더 머스트 고 (2011)
- 아웃사이드 (2010)
- 더 걸 위드 더 옐로우 스토킹스 (2008)
- 베를린의 여인 (2008)